# Дизюнкция
Дизюнкция се нарича както едно сложно (съобщително) изречение, възникнало от свързването на две (съобщителни) изречения чрез съюза „или“ (които играят ролята на негови „подизречения“, наричани „дизюнкти“), така и самият съюз „или“, разбиран в смисъла на логическа частица или логически оператор, който създава следната истинностно-функционална зависимост: едно дизюнктивно изречение е истинно (има стойност по истинност И), когато поне едно от неговите подизречения е истинно, и неистинно (има стойност по истинност Н), когато всяко от тях е неистинно. За да се различават дизюнкцията в смисъла на специфичен вид сложно изречение и дизюнкцията в смисъла на логически оператор, някои автори запазват думата „дизюнкция“ само за сложното изречение и говорят за оператора с термина „дизюнктор“. Символният израз на дизюнктора е знакът {\displaystyle \lor }. Условията за истинност на една дизюнкция {\displaystyle p\lor q} между изреченията {\displaystyle p} и {\displaystyle q} могат да се посочат чрез следната таблица:
| аргумени          | аргумени          | функция                                                   |
| {\displaystyle p} | {\displaystyle q} | {\displaystyle p} {\displaystyle \lor } {\displaystyle q} |
| ----------------- | ----------------- | --------------------------------------------------------- |
| И                 | И                 | И                                                         |
| И                 | Н                 | И                                                         |
| Н                 | И                 | И                                                         |
| Н                 | Н                 | Н                                                         |

където колонките под {\displaystyle p} и {\displaystyle q} показват във всеки ред съответното разпределение на техните стойности по истинност, а колонката под {\displaystyle p\lor q} показва във всеки ред каква е стойността по истинност на {\displaystyle p\lor q} за съответното разпределение на стойностите по истинност на {\displaystyle p} и {\displaystyle q}. За една двуместна конюнкция възможните комбинации на стойностите по истинност на {\displaystyle p} и {\displaystyle q} са четири. Затова и {\displaystyle p\lor q} получава стойност по истинност в четири случая. Огледалната операция на дизюнкцията {\displaystyle \lor } е конюнкцията {\displaystyle \land }.
Пример за дизюнктивно изречение е: „Слънцето не е изгряло или небето е облачно“ (изразено с дизюнктора: „Слънцето не е изгряло {\displaystyle \lor } небето е облачно“) с подизречения „Слънцето не е изгряло“ и „небето е облачно“.
Заключенията, които се получават въз основа на значението на дизюнктора, се изследват в пропозиционалната логика. {\displaystyle \lor } е логическа константа в езика на пропозиционалната логика.
Тъй като на дизюнкцията е присъщо свойството комутативност (разместително свойство):
{\displaystyle p\lor q\Leftrightarrow q\lor p}
както и свойството асоциативност (съдружително свойство):
{\displaystyle (p\lor q)\lor r\Leftrightarrow p\lor (q\lor r)}
(където знакът {\displaystyle \Leftrightarrow } изразява логическа еквивалентност),
„дизюнкция“ се наричат понякога и комплексни дизюнктивни изречения с повече от два дизюнкта:
{\displaystyle p\lor q\lor r}
и по-общо:
{\displaystyle p_{1}\lor p_{2}\lor p_{3}\lor {...}\lor p_{n}}
Въпреки това не бивав да се забравя, че дизюнкцията е (дефинирана като) бинарна, т.е. двуместна логическа операция.